# 狼路
狼路，三国时期邛部地区牦牛夷部落首领之一。
蜀汉丞相诸葛亮讨伐高定之后，与高定联盟的牦牛夷（包括摩娑夷）和叟夷等多次起兵反汉，杀死越巂郡太守龚禄等人。太守不敢到任，牦牛夷至成都的道路阻断。延熙三年（240年），新任越巂太守張嶷诛杀牦牛王的女婿、苏祁（今四川省凉山彝族自治州西昌市北部）邑君冬逢。狼路派叔父离统率冬逢部众，为姑婿冬逢报仇。后受张嶷厚赂，率兄弟、妻、儿前去拜见张嶷，盟誓，被蜀汉封为“牦牛㽛毗王”。从此开通旧道，恢复古亭驿，使断绝百余年的牦牛夷到成都的交通重新开通。